# Smittia fujiquinta
Smittia fujiquinta är en tvåvingeart som beskrevs av Sasa 1985. Smittia fujiquinta ingår i släktet Smittia och familjen fjädermyggor. Inga underarter finns listade i Catalogue of Life.